# تپه حاجی نوروز (تپه آهک پزی)
تپه حاجی نوروز (تپه آهک پزی) مربوط به دوران پیش از تاریخ ایران باستان - دوران‌های تاریخی پس از اسلام است و در شهرستان اقلید، روستای پهلوانی واقع شده و این اثر در تاریخ ۲۸ تیر ۱۳۵۵ با شمارهٔ ثبت ۱۲۵۹ به‌عنوان یکی از آثار ملی ایران به ثبت رسیده است.